# Sasquaperla hoopa
Sasquaperla hoopa är en bäcksländeart som beskrevs av Bill P.Stark och Baumann 2001. Sasquaperla hoopa ingår i släktet Sasquaperla och familjen blekbäcksländor. Inga underarter finns listade i Catalogue of Life.